# Союз ТМА-17
Союз ТМА-17 — российский пилотируемый космический корабль, на котором 20 декабря 2009 года (По московскому времени: 21 декабря в 0 часов 52 минуты), был осуществлён пилотируемый полёт к международной космической станции. Это двадцать первый полёт космического аппарата серии «Союз» к МКС. Экипаж корабля вошёл в состав двадцать второй долговременной экспедиции МКС и двадцать третьей долговременной экспедиции МКС.

## Особенности старта
- Корабль выведен на орбиту с помощью ракеты-носителя «Союз-ФГ» с «Гагаринского» старта (площадки № 1 космодрома).
- Это первый случай, когда корабль стартовал к МКС ночью и зимой.
- Впервые изображение флага России на обтекателе космического корабля крупнее, чем изображения флагов других государств. Представитель отдела международных программ РКК Энергия:[2]

При определении размеров и очерёдности государственных флагов решено применить принцип Военно-морского флота, где флаг принадлежности корабля крупнее, чем вывешиваемые флаги других стран, представителей которых принимают на борту.
- Позывные экипажа — «Пульсар»

## Эмблема полёта
В основе эмблемы корабля — рисунки победителей конкурса на лучшую эмблему 12-летней Дун Юэ из Китая и 10-летнего Олега Головина из Электростали (Московская область).
На эмблеме экспедиции изображена девушка, сидящая на земле на фоне Луны и смотрящая на космонавта, который парит в звёздном небе.
28 декабря в Центре управления полётами в подмосковном Королёве Дун Юэ и Олег Головин поздравят космонавтов МКС с Новым годом.

## Экипаж
Экипаж старта и посадки
- (ФКА) Олег Котов (2-й космический полёт) — командир экипажа.
- (НАСА) Тимоти Кример (1) — бортинженер.
- (JAXA) Соити Ногути (2) — бортинженер.

Дублирующий экипаж
- (ФКА) Антон Шкаплеров — командир экипажа.
- (НАСА) Даглас Уилок — бортинженер.
- (JAXA) Сатоси Фурукава — бортинженер.

## Хроника полёта
22 декабря в 22 час 48 минут UTC корабль «Союз ТМА-17» состыковался с Международной космической станцией. Стыковка была проведена в автоматическом режиме, процесс стыковки контролировал командир корабля Олег Котов. «Союз ТМА-17» пристыковался к направленному на Землю стыковочному узлу модуля «Заря». Стыковка произошла, когда «Союз ТМА-17» и МКС пролетали над Атлантическим океаном восточнее Рио-де-Жанейро. В 0 часов 30 минут (23 декабря) был открыт люк между кораблём «Союз ТМА-17» и МКС. Экипаж «Союз ТМА-17»: Олег Котов, Соити Ногути и Тимоти Кример перешли в станцию, где их встретили командир двадцать второго экипажа МКС Джеффри Уильямс и бортинженер Максим Сураев.
14 января 2010 года был осуществлен выход в открытый космос Олега Котова и Максима Сураева. Во время выхода космонавты приводили в рабочее состояние стыковочный узел недавно пристыкованного к станции российского модуля «Поиск». 20 января к этому узлу был перестыкован корабль «Союз ТМА-16» (корабль Уильямса и Сураева).
«Союз ТМА-17» освободил 12 мая 2010 года надирный стыковочный узел модуля «Заря» и перестыковался на агрегатный отсек служебного модуля «Звезда». По планам, к модулю «Заря» будет пристыкован российский исследовательский модуль «Рассвет».
2 июня 2010 корабль отстыковался от МКС и в 3:25 UTC спустился на Землю и приземлился в районе города Джезказгана.